# 포르투갈 철도
포르투갈 철도(포르투갈어: Comboios de Portugal, EPE, CP, 포르투갈의 열차)는 포르투갈의 국유 여객화물 철도운송회사이다. 2004년부터 현재의 로고와 약칭 CP를 사용해왔지만, 2009년 6월 관련 법 제정에 따라 사명을 변경하기 이전에는 Caminhos de Ferro Portugueses (포르투갈 철도)의 줄임말이었다.

## 운행 노선
- 미뉴 선 (Minho)
- 브라가 지선 (Braga)
- 기마랑이스 선 (Guimarães)
- 도루 선 (Douro)

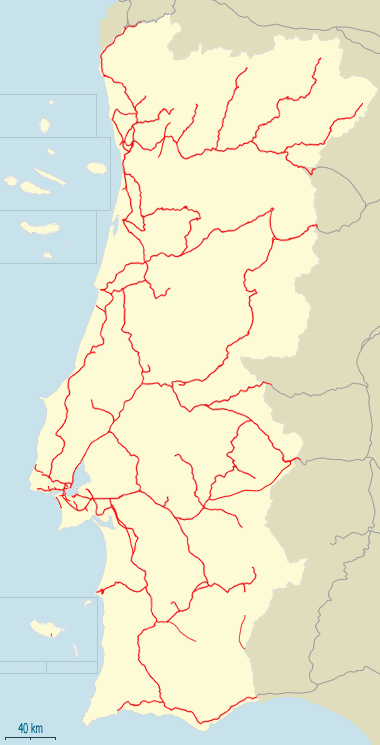
포르투갈의 철도.

- 투아 선 (Tua) (미란델라 메트로로 이관.)
- 노르트 선 (Norte)
- 보가 선 (Vouga)
- 베이라알타 선 (Beira Alta)
- 알파렐루스 지선 (Alfarelos)
- 오에스트 선 (Oeste)
- 토마르 지선 (Tomar)
- 베이라바이샤 선 (Beira Baixa)
- 신투라 선 (Cintura)
- 신트라 선 (Sintra)
- 카스카이스 선 (Cascais)
- 알렌테주 선 (Alentejo)
- 에보라 선 (Évora)
- 네베스-코르부 지선 (Neves-Corvo)
- 술 선 (Sul)
- 알가르브 선 (Algarve)

## 같이 보기
- 포르투갈 국립 철도박물관